# مسرح ستانيسلافسكي الروسي في يريفان
مسرح ستانيسلافسكي الروسي في يريفان مسرح الدراما الروسية المسمى بعد كونستانتين ستانيسلافسكي (الأرمينية: Կոնստանտին Ստանիսլավսկու անվան պետական դրամատիկական թատրոն)، والمسرح الروسي بشكل عام ستانيسلافسكي، مسرح الدولة في العاصمة الأرمينية يريفان الواقعة على شارع أبوفيان في مقاطعة كينترون، بجانب شارل أزنافور سكوير تم افتتاحه في عام 1937 وسمي باسم الممثل والمخرج المسرحي الروسي قسطنطين ستانيسلافسكي منذ عام 1938. مدير المسرح هو ألكسندر غريغوريان منذ عام 1965. 
عروض المسرح هي أساساً من الأعمال الفنية الروسية والأدب مع بعض العروض من الكتاب الكلاسيكيين الأرمن. هناك أيضا عروض للأطفال في عطلة نهاية الأسبوع.
تم بناء مسرح ستانيسلافسكي على كنيسة روسية مهدمة.